# Enciclopedia d'Arte Italiana, Catalogo Generale Artisti dal Novecento ad oggi
Enciclopedia d'Arte Italiana, Catalogo Generale Artisti dal Novecento ad oggi è una collana di volumi biografici sulle arti visive italiane, edita dal 2012.

## Storia
La collana di volumi dal titolo Enciclopedia d'Arte Italiana, Catalogo Generale Artisti dal Novecento ad oggi è una pubblicazione con cadenza annuale edita dall'associazione Enciclopedia d'Arte Italiana, fondata a Milano nel 2009. La missione è tutelare il patrimonio artistico espresso in ambito nazionale di pittura, scultura e fotografia, dall'arte moderna all'arte contemporanea italiana. La prima edizione risale all'anno 2012, sotto la direzione di Alberto Moioli. 
Vi hanno collaborato critici e storici dell'arte come Giorgio Di Genova, Philippe Daverio, Roberto Luciani, Michela Ramadori, Cesare Sarzini e molti altri. La diffusione bibliografica dei volumi è rivolta ai musei, agli istituti accademici, pinacoteche, scuole e università nazionali e internazionali. 
Dal 2019 il testo dell'edizione è bilingue, italiano-inglese, mentre l'edizione dell'anno 2021 è stata pubblicata in versione digitale a causa della pandemia di COVID-19. 
Nel 2022 per celebrare il decennale della pubblicazione, il volume è stato prodotto di nuovo in formato cartaceo.
Le copertine dei volumi sono state dedicate a Giuseppe Viola, Georges Sécan, Fiorenzo Barindelli, Amedeo Modigliani, Ernesto Treccani, Umberto Boccioni, Remo Brindisi, Giò Pomodoro, Salvatore Fiume, Paolo Salvati, Igor Mitoraj e Fernando Botero.

## Contenuti
Ogni edizione si articola al suo interno nelle seguenti sezioni:
- Pittura
- Scultura
- Fotografia
- Musei